# 岩田村 (新潟県)
岩田村（いわたむら）は、かつて新潟県三島郡にあった村。

## 沿革
- 1889年（明治22年）4月1日 - 町村制施行に伴い三島郡岩田村、不動沢村が合併し、岩田村が発足。
- 1901年（明治34年）11月1日 - 三島郡飯塚村と合併し、岩塚村となり消滅。